# Distrito de San José de Ushua
El distrito de San José de Ushua es uno de los diez distritos que conforman la Provincia de Páucar del Sara Sara, ubicada en el departamento de Ayacucho, en el Perú.

## Historia
El distrito de San José de Ushua fue fundado el 20 de diciembre de 1955, mediante ley N° 12492, en el gobierno del presidente Manuel Odría.

## División administrativa
Se divide en 3
```
centros poblados:
```

- Mataya
- Oroccahua
- San José de Ushua

## Festividades
- 1 de enero: Festividad del Niño Jesús de Ushua

- 3 de mayo: Festividad de la Santa Cruz.

## Autoridades

### Municipales
- 2019 - 2022[2]
  - Alcalde: Liset Yuliana Alatta Narrea, del Movimiento Independiente Innovación Regional.
  - Regidores:

  1. Juan Solio Antayhua Alatta (Movimiento Independiente Innovación Regional)
  2. Liliana Carhualla Alvarado (Movimiento Independiente Innovación Regional)
  3. Nazario Amadeo Mallma Cruz (Movimiento Independiente Innovación Regional)
  4. Rosario Carmen Cucho Guardia (Movimiento Independiente Innovación Regional)
  5. Lisseth Lucy Cáceres Retamozo (Qatun Tarpuy)